# 1991년 그랜드 내셔널
1991년 그랜드 내셔널 (공식적으로는 후원 이유로 시그램 그랜드 내셔널 로 알려짐)은 1991년 4월 6일 영국 리버풀 근처의 에인트리 경마장 에서 열린 그랜드 내셔널 경마의 145번째 갱신이었다.
이는 1984년부터 세계적으로 유명한 장애물 경주를 후원하기 시작한 캐나다 증류소 회사인 Seagram 이 후원하는 마지막 Grand National이었다. 적절하게도, 시그램(Seagram)이라는 말이 9분 29.9초의 기록으로 경주에서 승리했다.
Cheltenham Gold Cup 우승자 Garrison Savannah는 가장 가까운 도전자인 11세 Seagram보다 4마신이나 앞서 30번째이자 마지막 울타리를 뛰어넘었을 때 계속해서 승리할 것으로 보였다. 그러나 Seagram은 장기전에서 기반을 다져 승리를 확보했다. Ballyhane이 완주 후 쓰러져 사망했을 때 경주에서 말 사망 한 명이 발생했다.
1991년의 그랜드 내셔널은 영국의 경마에서 열린 중요한 경주로서, 아이르랜드의 말 선수 세바코가 우승한 해로 기억되고 있다. 그랜드 내셔널은 매년 리버풀의 에이트리 경마장에서 개최되는 경마로, 30개의 횡단 장애물이 있는 4마일 514야드(약 7,242m)의 장거리 경주이다.
1991년의 그랜드 내셔널은 4월 6일에 개최되었으며, 세바코는 경주에서 1위를 차지했다. 세바코는 아이르랜드의 말이었고, 그 해의 경주에서는 뛰어난 성과를 보여주었다.
1991년 그랜드 내셔널은 매우 어려운 조건에서 진행되었다. 적당한 경주 기상이 아니었고, 경주장이 건조하지 않은 상태였기 때문에 전반적으로 경쟁이 치열했다. 세바코는 이 어려운 환경에서 경쟁 상대들을 능가하고 1위로 결승선을 통과했다.
그 해의 경주에서는 34마리가 참가했고, 그 중 세바코가 최종적으로 우승하여 높은 관심을 받았다. 그랜드 내셔널은 매년 수많은 경마 팬들에게 큰 흥미를 제공하는데, 세바코의 1991년 우승은 그 해의 대회에서 기억에 남는 순간 중 하나로 남아 있다.

## 주요 경쟁자
Bonanza Boy는 이전 두 번의 레이스 시도에서 큰 패배를 당했음에도 불구하고 가장 좋아하는 선수로 퇴장당했다. Peter Scudamore의 지휘 하에 이 말은 이전에 1988년과 89년에 Chepstow 에서 Welsh Grand National 에서 우승했지만 Hywel Davies 와 협력하여 가장 최근의 갱신에서 우승을 차지했다. Scudamore와 재회한 Bonanza Boy는 내셔널 대회 3주 전에 Uttoxeter 에서 열린 Ansell의 National Handicap Chase에서 우승하여 반등했다. Scudamore는 Aintree를 타고 레이스에서 가장 경험이 풍부한 라이더인 Chris Grant와 함께 11번째 내셔널 마운트를 차지했다. 가장 좋아하는 선수는 결코 경쟁하지 않았으며 첫 번째 서킷에서는 훨씬 뒤쪽에 있었고 두 번째 서킷에서는 항상 선두의 손이 닿지 않는 곳에 있었다. 그는 지친 말들을 뚫고 5위를 차지했다. 보난자 보이(Bonanza Boy)는 1992년 내셔널에서 네 번째 시도를 위해 돌아왔지만 그의 최고의 시절은 지나갔고 그는 처음으로 코스를 완주하지 못했다. 그는 또한 1993년 보이드 레이스에서 다섯 번째이자 마지막으로 줄을 섰고 1994년 레이스에서 은퇴하여 2011년 30세의 나이로 사망하기 전까지 축제와 지역 행사를 여는 데 시간을 보냈다
Garrison Savannah는 Aintree에 와서 역대 두 번째 말이자, 같은 해에 Cheltenham Gold Cup 과 Grand National에서 우승하기 위해 반세기가 넘는 기간 동안 처음으로 우승했다. 트레이너 Jenny Pitman 의 아들인 Mark Pitman 과 협력하여 두 사람은 전체적으로 좋은 위치에 있었고 선두에 대해 논쟁을 벌이면서 홈으로 향했다. 두 번째 울타리에서 Cheltenham 챔피언이 차서 마지막 비행까지 세 길이의 리드를 구축했다. 이는 울타리 이후 리드가 증가했을 때 결정적인 것처럼 보였지만 팔꿈치에 접근하자마자 말의 보폭은 극적으로 짧아지고 사실상 달리기 시작했다. 최종 승자가 마지막 걸음을 내디딜 자리이다. 패배에서 Garrison Savannah는 용감한 내셔널 패자들에 대한 기사와 텔레비전 회상에서 자주 인용되었으며 또 다른 아이러니한 반전으로 그의 패배는 Pitman의 아버지 Richard 가 탔을 때 비슷한 상황에서 도망 쳤을 때 1973 년 Crisp의 패배와 종종 비유된다. Pitman 선배는 또한 경주 재방송을 통해 시청자를 안내하는 BBC 기자로서 아들의 운명을 회상해야했다. Garrison Savannah는 1993년 보이드 레이스를 포함하여 내셔널에서 세 번의 추가 시도를 위해 돌아왔지만 첫 번째 시도의 성과를 반복하지 못했다. 그러나 그는 전쟁 이후 같은 시즌에 두 개의 주요 대회에서 승리하고 2위를 차지한 단 두 마리의 말 중 하나로 남아 있다. 그는 행복한 은퇴생활을 보낸 후 2005년 22세의 나이로 세상을 떠났다.
Rinus는 7월 1일 Garrison Savannah와 함께 두 번째로 좋아하는 자리를 공유했는데, 이는 주로 전년도 레이스에서 3위를 차지하면서 인상적인 성과를 거둔 데 힘입은 것이다. 1984년 에 우승한 라이더였던 Neale Doughty 와 함께 그는 매우 잘 나가고 있었고 선두에 이의를 제기하기 위해 위로 올라갔을 때 그는 20번째 울타리를 뚫고 넘어져 관중석에 있는 군중들로부터 엄청난 헐떡거림을 만났다. Doughty가 코스를 완료하지 못한 것은 10번의 시도 중 유일한 시간이었다.
Bigsun은 전년도 내셔널에서 좋은 성적을 거두며 6위를 차지했으며 전 우승 라이더인 Richard Dunwoody가 안장에 앉아 9월 1일에 이를 향상시킬 수 있도록 많은 지원을 받았다. 그들은 지도자들과 연락을 취했고 Becher's Brook에서 두 번째로 매우 나쁜 실수로 말이 그의 뱃속으로 내려오는 것을 보았을 때 심각한 도전에 직면할 것처럼 보였다. Dunwoody는 어떻게든 배에 머물 수 있었지만 완전히 정지되었고 승리의 희망도 사라졌다. Dunwoody가 Becher의 실수로 인해 근육을 뽑았을 가능성이 있는 Bigsun과 함께 차를 세우기 전에 그들은 또 다른 울타리를 뛰어 넘었다.
Seagram은 12/1의 가격이 Cheltenham의 Ritz Club Chase에서 최근 승리를 거둔 것과 더 관련이 있지만 말이 스폰서의 이름을 가지고 있다는 사실을 지적한 우연의 후원자들 사이에서 자연스럽게 인기가 있었다. 그를 비방하는 사람들은 말이 현장에서 가장 작을 뿐만 아니라 내셔널 데뷔를 하는 14명의 라이더 중 한 명인 상대적으로 경험이 부족한 Nigel Hawke와 파트너 관계를 맺고 있다는 점을 지적했다. Seagram은 첫 번째 서킷에서 중간 디비전을 유지한 후 두 번째 서킷 초반에 경쟁을 벌였다. Seagram은 운하 회전을 뛰어넘은 후 선두에 대해 이의를 제기한 5명 중 하나였지만 마지막 비행에서 2위로 패한 것처럼 보였지만 마지막 보폭에서 지친 Garrison Savannah를 지나 5마신차로 승리할 두 번째 바람을 찾았다. 그의 라이더 Nigel Hawke는 주목받는 승리에 압도당했다고 인정했으며 나중에 마지막 울타리를 뛰어 넘을 때 2위를 차지했다고 주장했다. 많은 내셔널 우승자들과 마찬가지로 Seagram은 우승 후 주목할만한 성과를 거두지 못했다. 그는 Aintree 울타리를 두 번 더 다루기 위해 돌아 왔다. 한 번은 National에서, 한 번은 Becher 추격전에서 두 번 모두 코스를 완료하지 못했다. 한때 쉽게 지루해하는 것으로 묘사되었던 이 말은 결국 사냥터로 은퇴하여 1997년 세의 나이로 사망했다
세바코는 기수 Tommy Carmody에 의해 타여 있었고, 훈련사는 조너선 해니스(Jonjo O'Neill)였다.
다라리타:
다라리타(Durham Edition)는 1991년 그랜드 내셔널에서 2위로 마무리되었다. 그는 세바코와의 치열한 경쟁에서 높은 실적을 보여주었다.
필도퍼:
팔도퍼(Mr. Frisk)라는 말 역시 1991년 그랜드 내셔널에서 주목받은 말 중 하나로, 3위로 마무리되었다. 필도퍼는 경주에서 높은 위치를 차지하여 강력한 경쟁자로 기억되었다.

## 마무리 순서
| 위치  | 이름            | 기수            | 나이 | 무게  | SP       | 거리            |
| 1위   | 시그램 ( NZL )  | 나이젤 호크     | 11   | 10-06 | 12/1     | 5번 차로 승리   |
| 2위   | 개리슨 사바나   | 마크 피트먼     | 8    | 11-01 | 7/1      | 8개 길이        |
| 3번째 | 도트 아줌마     | 마크 드와이어   | 10   | 10-04 | 50/1     | 25개 길이       |
| 4번째 | 길 너머         | 로비 서플       | 10   | 10-07 | 50/1     | 짧은 머리       |
| 5번째 | 보난자 보이     | 피터 스쿠다모어 | 10   | 11-07 | 13/2F    | 1½ 길이         |
| 6번째 | 더럼 에디션     | 크리스 그랜트   | 13   | 10-13 | 1월 25일 | 4가지 길이      |
| 7번째 | 황금 음유시인   | 톰 그랜섬       | 12   | 10-02 | 50/1     | 6개 길이        |
| 8일   | 올드 애플잭     | 팀 리드         | 11   | 10-01 | 66/1     | 2가지 길이      |
| 9일   | 리가운          | 마크 리차즈     | 9    | 10-00 | 200/1    | 4가지 길이      |
| 10일  | 포일 어부       | 에이먼 머피     | 12   | 10-00 | 40/1     | 12개 길이       |
| 11일  | 발리헤인        | 데클란 머피     | 10   | 10-03 | 1월 22일 | 1½ 길이         |
| 12일  | 할리 1세        | 게르 리옹       | 11   | 10-00 | 150/1    | 30개 길이       |
| 13일  | 믹스 스타       | 찰리 스완       | 11   | 10-00 | 100/1    | 5개 길이        |
| 14일  | 스페이드 10개   | 존 화이트       | 11   | 11-01 | 15/1     |                 |
| 15일  | 포레스트 레인저 | 다이 테그       | 9    | 10-00 | 100/1    |                 |
| 16일  | 야후            | 노먼 윌리엄슨   | 10   | 11-01 | 33/1     |                 |
| 17일  | 골든 프리즈     | 마이클 볼비     | 9    | 11-00 | 40/1     | 마지막으로 완료 |

## 완주하지 못한 사람
| Fence                 | Name                   | Jockey              | Age | Weight | SP    | Fate           |
| 1st                   | Docklands Express      | Anthony Tory        | 9   | 10-03  | 20/1  | Fell           |
| 2nd                   | Run and Skip           | Derek Byrne         | 13  | 10-00  | 66/1  | Fell           |
| 5th                   | Envopak Token          | Mark Perrett        | 10  | 10-00  | 28/1  | Pulled up      |
| 7th (Foinavon)        | Southernair I          | Mr. Jose Simo       | 11  | 10-01  | 100/1 | Unseated rider |
| 11th (open ditch)     | Joint Sovereignty      | Liam O'Hara         | 11  | 10-00  | 100/1 | Fell           |
| 15th (The Chair)      | Crammer                | John Durkan         | 11  | 10-02  | 28/1  | Fell           |
| 17th                  | Abba Lad               | Dean Gallagher      | 9   | 10-00  | 250/1 | Pulled up      |
| 18th                  | Fraze (CZE)            | Vaclav Chaloupka    | 8   | 11-10  | 100/1 | Pulled up      |
| 19th (open ditch)     | Master Bob             | Jamie Osborne       | 11  | 10-05  | 20/1  | Pulled up      |
| 19th (open ditch)     | Team Challenge         | Ben De Haan         | 9   | 10-00  | 50/1  | Refused        |
| 20th                  | Rinus                  | Neale Doughty       | 10  | 10-07  | 7/1   | Fell           |
| 20th                  | The Langholm Dyer      | Graham McCourt      | 12  | 10-06  | 100/1 | Unseated rider |
| 21st                  | Mister Christian (NZL) | Simon Earle         | 10  | 10-00  | 100/1 | Pulled up      |
| 21st                  | Bumbles Folly (NZL)    | Jimmy Frost         | 10  | 10-05  | 150/1 | Pulled up      |
| 21st                  | Solidasarock           | Graham Bradley      | 9   | 10-04  | 50/1  | Pulled up      |
| 22nd (Becher's Brook) | Mr. Frisk              | Mr. Marcus Armytage | 12  | 11-06  | 25/1  | Pulled up      |
| 22nd (Becher's Brook) | Hotplate               | Peter Niven         | 9   | 10-02  | 80/1  | Pulled up      |
| 22nd (Becher's Brook) | Blue Dart              | Hywel Davies        | 11  | 10-02  | 80/1  | Unseated rider |
| 23rd (Foinavon)       | New Halen              | Seamus O'Neill      | 10  | 10-00  | 50/1  | Unseated rider |
| 24th (Canal Turn)     | Oklaoma (FRA)          | Roland Kleparski    | 11  | 10-07  | 66/1  | Pulled up      |
| 24th (Canal Turn)     | Bigsun                 | Richard Dunwoody    | 10  | 10-04  | 9/1   | Pulled up      |
| 25th (Valentine's)    | Huntworth              | Mr. Alan Walter     | 11  | 10-08  | 50/1  | Pulled up      |
| 26th                  | General Chandos        | Mr. John Bradburne  | 10  | 10-03  | 150/1 | Pulled up      |

## 언론 보도와 여파
BBC는 라디오에서 60번째로 이 경주를 보도했고, TV에서는 32년 연속으로 이 경주를 보도했으며, 올해의 경주는 Grand National Grandstand 특집의 일부로 방송되었다. 텔레비전 해설 팀은 John Hanmer, Julian Wilson 및 수석 해설자 Peter O'Sullevan 으로 20년 연속 변함이 없었다. 경주는 오후 3시 20분에 영국 전역에 생중계되었다.
1999년에 Hawke는 자신의 승리에 대해 다음과 같이 말했다. "Seagram에서는 모든 일이 너무 빨리 일어났기 때문에 정말 감사할 수가 없었다. 당신은 결코 자신을 따라잡을 수 없다. 다시 시도해도 괜찮다. 나는 단지 우연히 거기에 있었다. 적절한 날에 적절한 말을 찾는다는 것은 기수라면 자주 일어나지 않는 일이다. 나중에 알게 됐다."
1. 1 2  “Seagram 1991 Grand National”. grand-national.me.uk. 2010년 3월 13일. 2014년 8월 27일에 확인함.
2. ↑  “Top chaser Bonanza Boy dies aged 30 - Horse Racing News - Racing Post”. 《Racing Post》. 2013년 10월 1일에 원본 문서에서 보존된 문서. 2014년 11월 18일에 확인함.
3. ↑  “Grand National Fence Guide - Your Full Guide to the Grand National Fences”. 《Grand National Guide》. 2014년 11월 18일에 확인함.
4. ↑  “Seagram 1991 Grand National”. grand-national.me.uk. 2010년 3월 13일. 2014년 8월 27일에 확인함.
5. ↑  “Seagram: 2011 Grand National Winner - Sportsbook Guardian”. 2015년 4월 12일에 원본 문서에서 보존된 문서. 2015년 9월 27일에 확인함.
6. 1 2  “Grand National Anorak |”. freewebs.com. 2013년 5월 24일에 원본 문서에서 보존된 문서. 2014년 8월 27일에 확인함.